# Zapole (rejon korelicki)
Zapole (biał. Заполле, ros. Заполье) – wieś na Białorusi, w obwodzie grodzieńskim, w rejonie korelickim, w sielsowiecie Krasna.
Należało do Radziwiłłów. W dwudziestoleciu międzywojennym leżało w Polsce, w województwie nowogródzkim, w powiecie nowogródzkim.
We wsi znajduje się parafialna cerkiew prawosławna pw. św. Jerzego Zwycięzcy.